# Hilf
Hilf (em árabe: حلف; romaniz.: Hilf‎) é uma cidade da província Sudeste e capital do vilaiete de Maceira, no Omã. Segundo censo de 2010, tinha 8 467 habitantes. Compreende uma área de 24,7 quilômetros quadrados.